# 1241

## Събития
- На търновския трон се възкачва цар Коломан I Асен.

## Родени
- Василий, велик княз на Владимирско-Суздалското княжество

## Починали
- Иван Асен II, български цар
- Чагатай хан, монголски хан
- 11 декември – Угедей хан, монголски хан